# Alfa Romeo Giulia (2015)
O Alfa Romeo Giulia é um automóvel executivo compacto (Segmento D) produzido pela fabricante italiana Alfa Romeo. Conhecido internamente como Type 952, foi apresentado em junho de 2015, com lançamento no mercado previsto para fevereiro de 2016, e é o primeiro sedã oferecido pela Alfa Romeo após o término da produção do 159 em 2011. O Giulia é também o primeiro veículo Alfa Romeo comercializado em massa em mais de duas décadas a utilizar uma plataforma de tração traseira longitudinal, desde o 75, que foi descontinuado em 1992. O Giulia ficou em segundo lugar na votação de Carro Europeu do Ano de 2017 e foi nomeado Motor Trend Car of the Year para 2018. Em 2018, Giulia recebeu o prêmio de design industrial Compasso d'Oro.